# Ножиці
Но́жиці — інструмент, який складається з наступних частин — 2 кінці, 2 кільця, 2 з'єднувальні елементи з отворами та з'єднувальний болтик з гайкою.
Побутовими ножицями ріжуть папір, тканину, стрижуть волосся, нігті. Крім побутових існують різні види промислових ножиць — для різання листового металу (скажімо, жесті), для різання кабелю тощо. Окремо слід виділити медичні ножиці — для зняття перев'язувального матеріалу, роз'єднання м'яких та твердих тканин людини.
Для зменшення зусилля, яке доводиться прикладати для операції різання, в конструкції ножиць використовують принцип важеля.

## Історія
Найдавніші ножиці, знайдені археологами на Середньому Сході, мають вік 3-4 тис. років і були призначені для стрижки вівців. Вони нагадували пінцет з лезами на кінцях (ножиці-стиски). Саме така конструкція існувала понад 2 тис. років. Важіль у конструкції ножиць почав використовуватися близько 1 тис. років тому.

## Ножиці за типом

### Господарські
| Тип                                         | Вигляд | Призначення |
| ------------------------------------------- | ------ | --- |
| Ножиці для живоплотів                       |        | Для стриження живоплотів                                                                                               |
| Газонні ножиці                              |        | Для стриження трави на газонах                                                                                         |
| Штанговий секатор                           |        | Для обрізання високо розташованого гілля. Кріпиться на довгій жердині (штанзі), спорядженій шнуром або важільною тягою |
| Секатор (садові ножиці) з короткими ручками |        | Для обрізання низько розташованого гілля.                                                                              |
| Секатор-сучкоріз                            |        | Для різання товстого гілля                                                                                             |
| Ножиці для стриження овець (ножиці-стиски)  |        | Для стриження овечої вовни                                                                                             |

### Для робіт з металом
| Тип                | Вигляд | Призначення                                                                 |
| ------------------ | ------ | --------------------------------------------------------------------------- |
| Ножиці по металу   |        | Для різання листового металу                                                |
| Бляхові ножиці     |        |                                                                             |
|                    |        |                                                                             |
| Трубні ножиці      |        |                                                                             |
| Гідравлічні ножиці |        | Для різання товстого листового металу (зокрема, під час рятувальних робіт). |
| Безшарнірні ножиці |        | Для вирізування складних форм з металевого листу                            |

### Кравецькі
| Тип                                   | Вигляд | Призначення |
| ------------------------------------- | ------ | --- |
| Звичайні кравецькі ножиці             |        | Для розрізання матеріалу під час кроєння |
| Зубчасті кравецькі ножиці             |        | Для розрізання матеріалу та для створення зубчастого краю без обтріпування |
| Кравецькі ножиці-кулон («кастелянка») |        | Кастелянка — старовинний аксесуар, який складався з затискача (гачка) на поясі з прикріпленими до нього ланцюжками. На них висіли необхідні речі: гаманець, годинник, ключі, футляр для наперстка, ножиці. Подібний предмет йде з часів Середньовіччя, ймовірно, його первісно носили дружини кастелянів (управителів замків), звідси й походить його назва (фр. chatelaine). Кравецька кастелянка (sewing chatelaine), що носилася на поясі, у вікторіанську добу була популярним аксесуаром, але вийшла з моди, коли спідниці стали не такими довгими. Кравецькі кастелянки для носіння на шиї існують й досі. |
| Ножиці для прорізування петель        |        | Регульовані ножиці, призначені для прорізування петель |

### Кухонні
| Вид              | Зображення | Призначення |
| ---------------- | ---------- | --- |
| Кухонні ножиці   |            | Для розрізання м'яса, але також для інших цілей (відкривання пляшок, розколювання горіхів, зняття луски з риби) |
| Ножиці для птиці |            | Для розрізання тушок птиці                                                                                      |

### Косметичні
| Тип                           | Вигляд | Призначення                       |
| ----------------------------- | ------ | --------------------------------- |
| Перукарські ножиці            |        | Для стриження волосся             |
| Зубчасті перукарські ножиці   |        | Для філювання волосся             |
| Машинка для стриження волосся |        | Для механічного стриження волосся |
| Ножиці для нігтів             |        | Для манікюру та педикюру          |
| Ножиці для вусів              |        | Для стриження вусів               |

### Медичні
| Вид                 | Зображення | Призначення                                                                                               |
| ------------------- | ---------- | --- |
| Атравматичні ножиці |            | Ножиці, що використовуються при наданні невідкладної допомоги, призначені для безпечного розрізання одягу |
| Бинтові ножиці      |            | Для безпечного зняття пов'язок                                                                            |
| Хірургічні ножиці   |            | Для розрізання м'яких тканин у хірургії                                                                   |
| Райдужкові ножиці   |            | Різновид хірургічних ножиць, призначені для очної хірургії                                                |
| Ножиці Меценбаума   |            | Різновид хірургічних ножиць, призначені для особливо точних робіт у хірургії                              |
| Тенотомічні ножиці  |            | Різновид хірургічних ножиць, призначені для особливо точних робіт у хірургії                              |
| Ножиці Мейо         |            | Різновид хірургічних ножиць, зазвичай використовуються для розтину фасції                                 |
| Дисекційні ножиці   |            | Призначені для розрізання м'яких тканин при препаруванні тварин                                           |

### Інші
| Вид                  | Зображення | Призначення                                                                  |
| -------------------- | ---------- | ---------------------------------------------------------------------------- |
| Церемоніальні ножиці |            | Дуже довгі ножиці, призначені для розрізання стрічки на церемоніях відкриття |
| Ножиці для сигар     |            | Ножиці для відрізання кінчика сигар                                          |

## Інше
«Ножицями» називався один з видів старовинного артилерійського снаряда, що нагадував ножиці своєю формою.
Ножиці-свічкогасник для гасіння свічок, зокрема, церковні ножиці-гасники.